# Artemisia (Isole Ionie)
Artemisia (in greco Αρτεμισία?) è un ex comune della Grecia nella periferia delle Isole Ionie (unità periferica di Zante) con 4.517 abitanti secondo i dati del censimento 2001.
È stato soppresso a seguito della riforma amministrativa, detta Programma Callicrate, in vigore dal gennaio 2011 ed è ora compreso nel comune di Zante.

## Località
Artemisia è suddivisa nelle seguenti località (i nomi dei villaggi tra parentesi):
- Agia Marina
- Agioi Pantes
- Agios Leontas (Agios Leontas, Fterini)
- Fiolitis
- Galaro
- Gyri
- Koiliomenos
- Lagkadakia
- Lagopodo
- Loucha
- Machairado
- Romiri
- Vougiato (Vougiato, Melinado)